# Rödkronad tyrann
Rödkronad tyrann (Myiozetetes similis) är en fågel i familjen tyranner inom ordningen tättingar.

## Utseende och läte
Rödkronad tyrann är en 16–18,5 cm lång satt flugsnapparliknande fågel med brunt på ovansidan, svartvitrandigt huvud, vit strupe och gult på resten av undersidan. På hjässans topp har den en rödfärgad fläck som gett arten dess namn, men denna är dock ofta svår att se i fält. Fågeln har liknande fjäderdräkt som flera andra tyranner, men skiljer sig framför allt genom sin korta och något nedåtböjda näbb. Lätena är ljudliga, hårda och ibland tjattrande.

## Utbredning och systematik
Rödkronad tyrann delas in i sju underarter med följande utbredning:
- texensis-gruppen
  - Myiozetetes similis primulus – förekommer i västra Mexiko (södra Sonora till norra Sinaloa)
  - Myiozetetes similis hesperis – förekommer i västra Mexiko (södra Sinaloa till södra Zacatecas, sydvästra Puebla och Oaxaca)
  - Myiozetetes similis texensis – förekommer i östra Mexiko (södra Tamaulipas) till norra Costa Rica
- similis-gruppen
  - Myiozetetes similis columbianus – förekommer från tropiska sydvästra Costa Rica till norra Colombia och norra Venezuela
  - Myiozetetes similis similis – förekommer från östra Colombia till norra Bolivia, Venezuela och norra Amazonas Brasilien
  - Myiozetetes similis pallidiventris – förekommer från östra Brasilien (Pará) till östra Paraguay och nordöstra Argentina
- Myiozetetes similis grandis – förekommer från västra Ecuador (Esmeraldas) till nordvästra Peru (Tumbes)

## Levnadssätt
Rödkronad tyrann är en välkänd och vida spridd fågel. Den förekommer nära vatten i olika typer av skogsmiljöer och ses ofta sitta ute i det öppna.

## Status och hot
Arten har ett stort utbredningsområde och en stor population med stabil utveckling. Utifrån dessa kriterier kategoriserar IUCN arten som livskraftig (LC). Beståndet uppskattas till 50 miljoner vuxna individer.

## Bilder

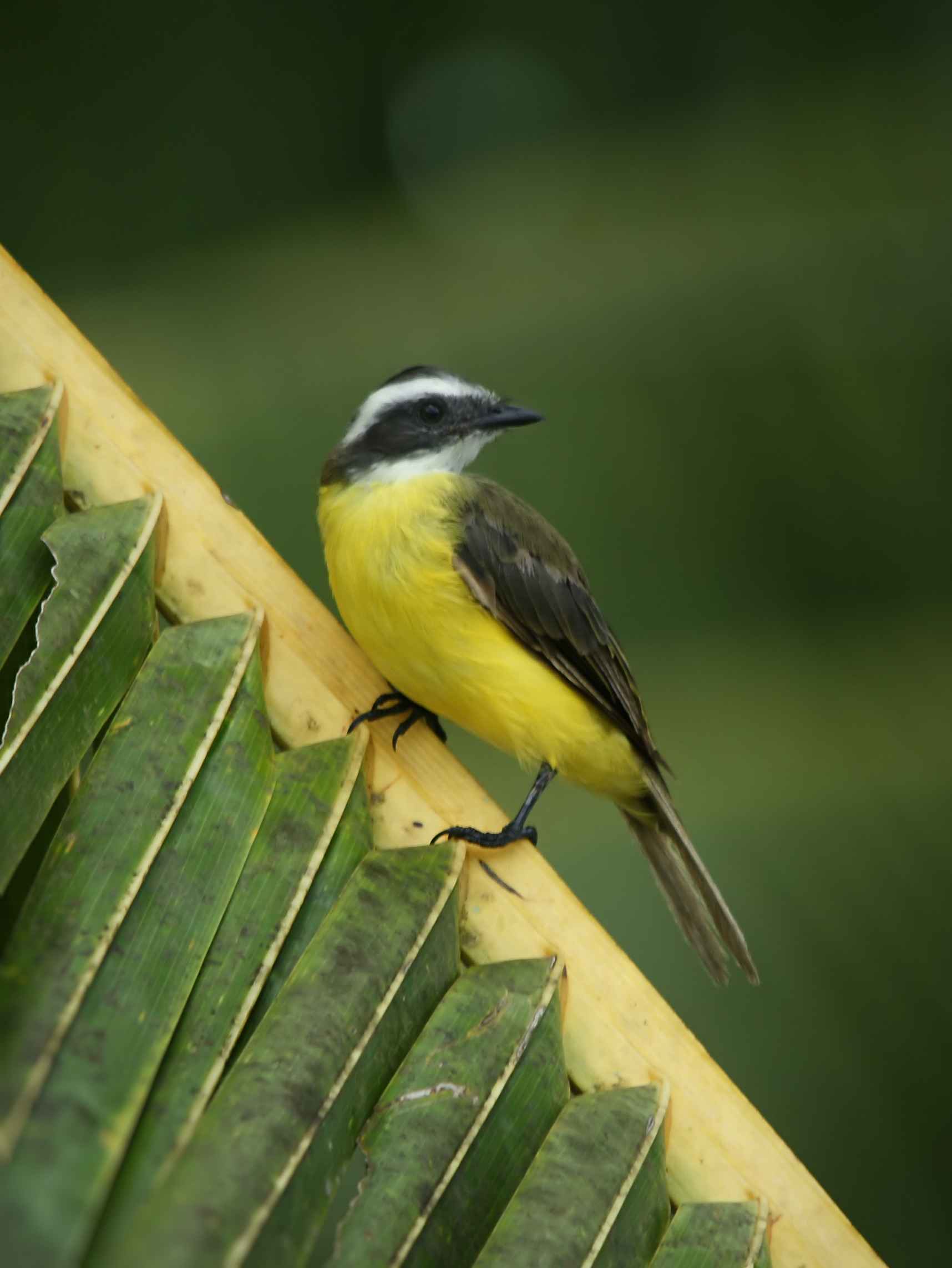
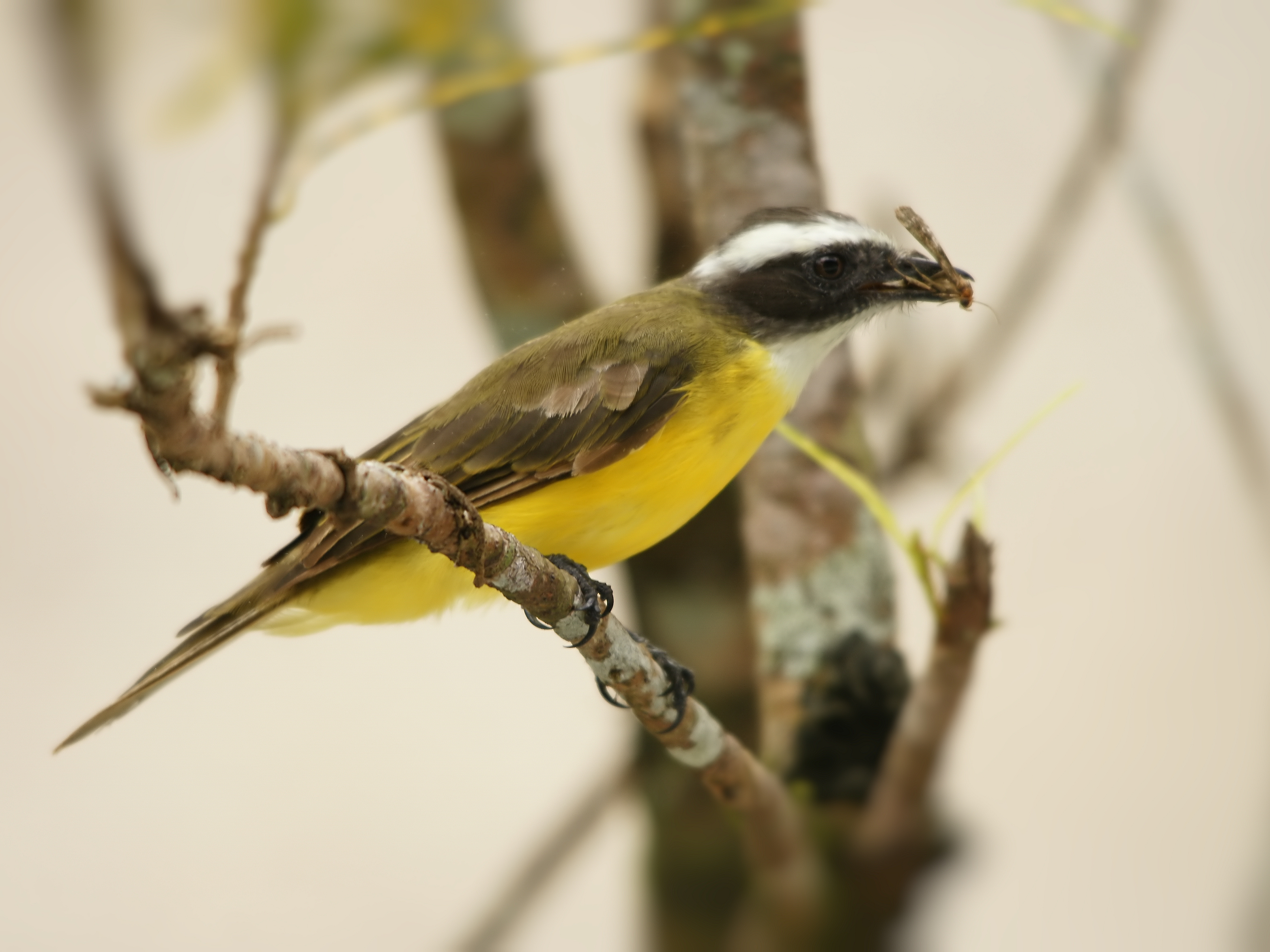
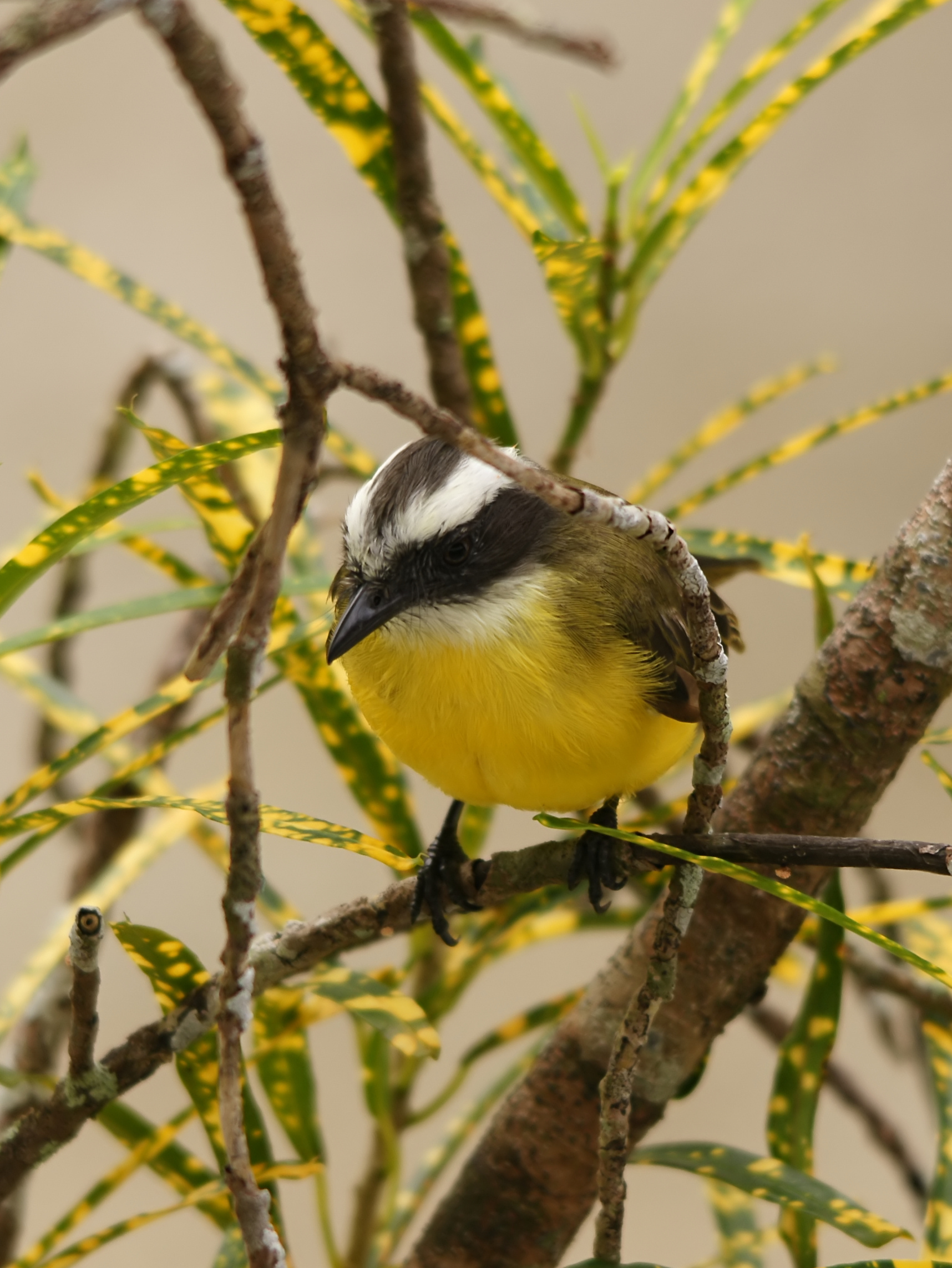
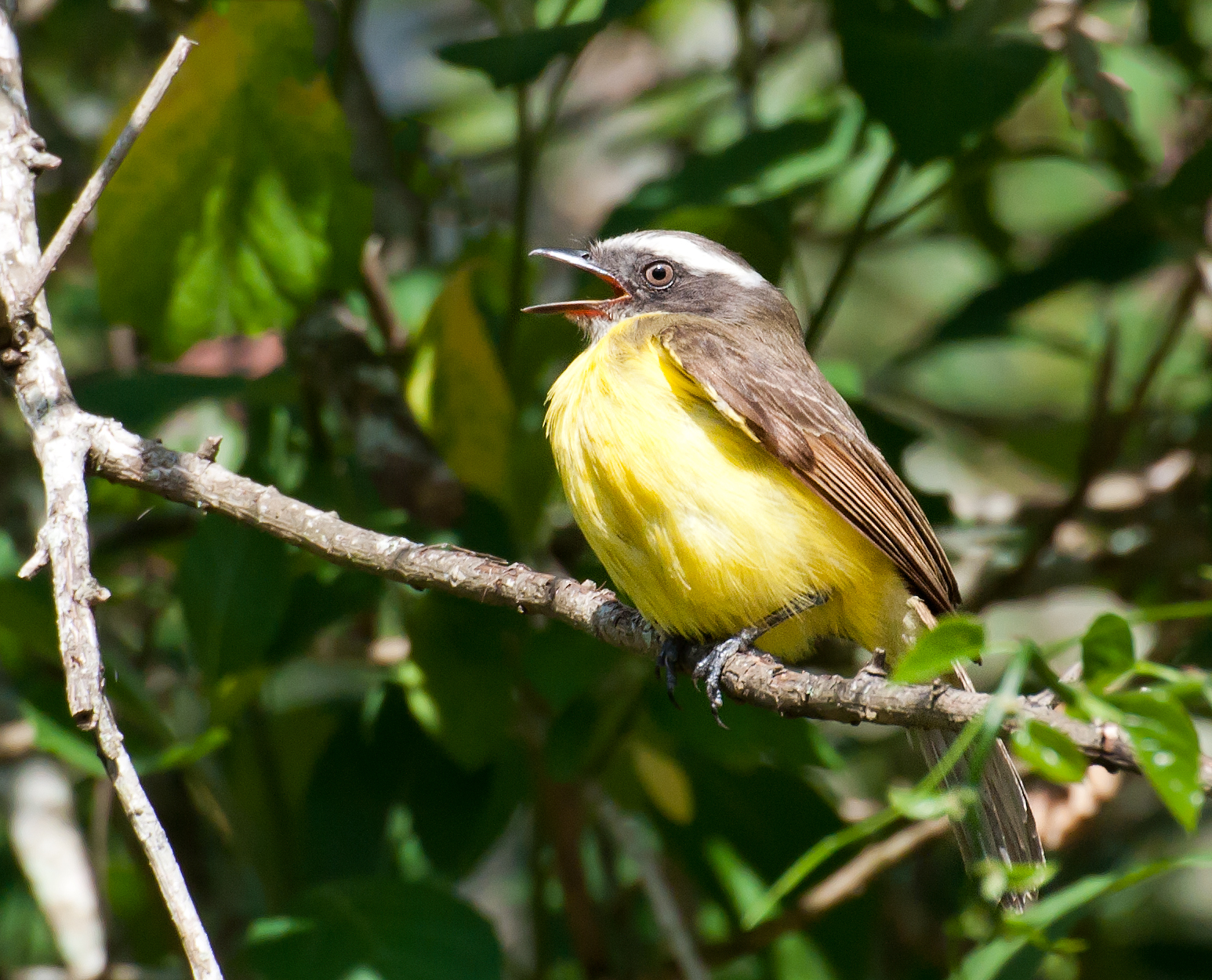